# Produkcja globalna
Produkcja globalna (ang. output) – ogół produktów wytworzonych w ciągu okresu księgowego.
Produkcja globalna składa się z wartości przeniesionej oraz wartości dodanej.